# Gisela van Zwaben

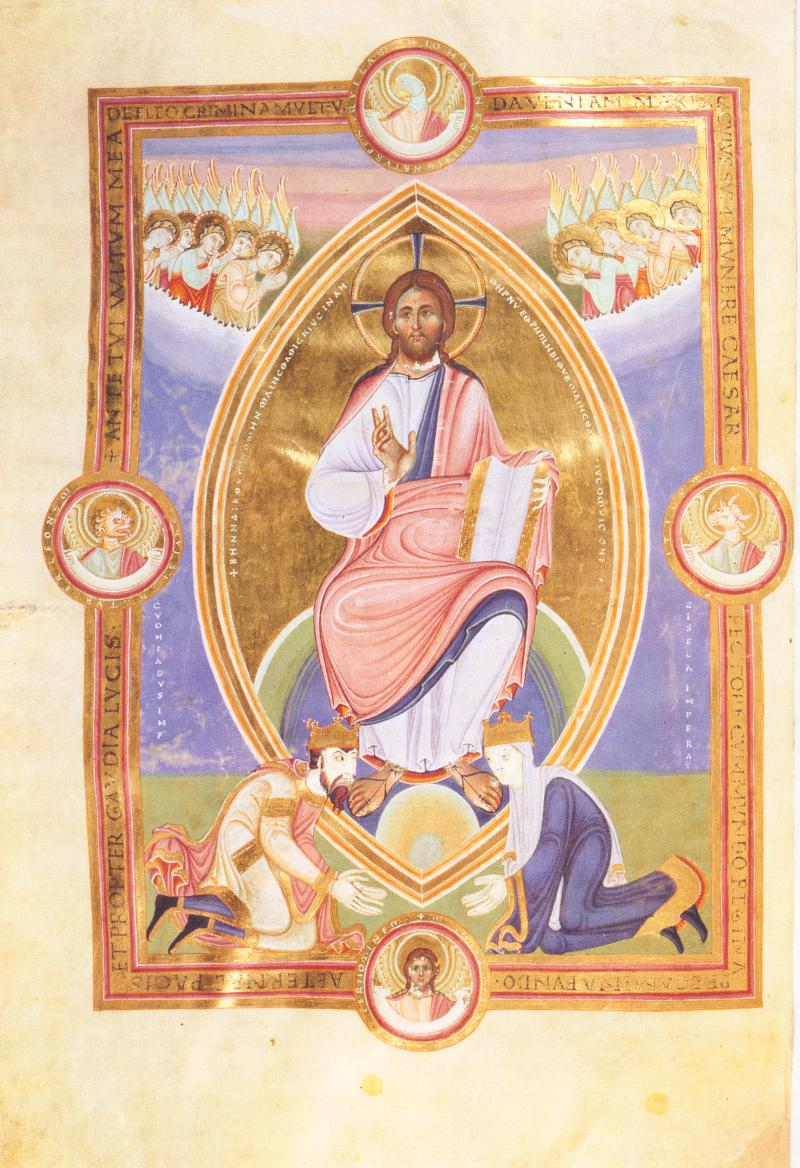
Keizer Koenraad II en Gisela van Zwaben knielend voor Christus (Codex Aureus Escorialensis)

Gisela van Zwaben (11 november 995 - 14 februari 1043) was een Duitse edelvrouw die door haar derde huwelijk keizerin van het Heilige Roomse Rijk werd.
Gisela was een dochter van Herman II van Zwaben en van Gerberga van Bourgondië. In haar eerste huwelijk trouwde ze met Bruno van Brunswijk (ca. 970 - Brunswijk, 10 december 1014). Bruno was graaf van Brunswijk, de Noordthüringengau en in de Derlingau. Volgens middeleeuwse overlevering was Bruno stichter van de stad Brunswijk maar het is aangetoond, dat de twee nederzettingen waaruit die stad is ontstaan, reeds uit de negende eeuw dateren. Bruno nam in 990 deel aan een veldtocht tegen Bohemen. Hij werd in zijn eigen kasteel gedood door ene Milo, een persoonlijke vijand.
In haar tweede huwelijk trouwde Gisela met Ernst I van Zwaben. Na diens dood werd zij in 1015 regent van het hertogdom Zwaben.
Zij huwde ten slotte in 1016 met Koenraad, graaf van Spiers en Worms. Koenraad was afkomstig uit de hoge adel maar had slechts een bescheiden positie geërfd. De beide echtelieden waren familie in de achtste graad (ze stammen allebei af van Hendrik de Vogelaar, de moeder van Gisela, Gerberga van Bourgondië, en de grootvader van vaderskant van Koenraad, Otto I van Karinthië, waren achternicht en achterneef van elkaar). Dit was volgens de regels van die tijd een legaal huwelijk (verwantschap in de zevende graad was verboden) maar keizer Hendrik II de Heilige, die bloedverwantschap graag gebruikte om de huwelijkspolitiek van de adel te frustreren, maakte bezwaar tegen het huwelijk. Koenraad en Gisela werden verbannen en Gisela verloor haar functie als regent van Zwaben. In 1020 verzoenden Koenraad en Hendrik zich weer en konden Koenraad en Gisela terugkeren.
Koenraad werd in 1024 tot koning gekozen, en gekroond door de aartsbisschop van Mainz. Die weigerde echter om Gisela te kronen waardoor die op 21 september 1024 te Keulen apart tot koningin werd gekroond. Op 26 maart 1027 werden Koenraad en Gisela te Rome ook tot keizer en keizerin gekroond. Op de terugweg gaf ze schenkingen aan de abdij van Sankt Gallen, voor het lezen van missen voor zichzelf en voor haar zoon Hendrik.
Gisela was politiek zeer actief. Ze nam deel aan meerdere synodes. In 1027 wist ze te bereiken dat haar neef, Rudolf III van Bourgondië, bij testament zijn koninkrijk aan Koenraad naliet. In 1034 kwam Bourgondië, na twee jaar verzet door een groep weerspannige edelen en bisschoppen, daarmee definitief bij Duitsland. In 1039 zou Bourgondië een verregaande autonomie krijgen van Hendrik III. Ook wist zij in 1033 te Merseburg een vrede met Mieszko II Lambert van Polen te sluiten. Ze bemoeide zich volop met benoemingen van bisschoppen en abten. En ook bemiddelde Gisela regelmatig tussen Koenraad en haar zoon Ernst II van Zwaben, die herhaaldelijk in opstand kwam tegen zijn stiefvader. Uiteindelijk gaf ze op en liet ze Ernst vallen, die in 1030 dan ook om het leven kwam (en dan kan die nog niet ouder dan 15 zijn geweest!). Ernst II zou voortleven in de literatuur: hij is de inspiratie voor het middeleeuwse epos "hertog Ernst". Herman, de tweede zoon uit het huwelijk van Gisela met Ernst, werd hierdoor later hertog van Zwaben. In 1037 bezocht Gisela de graven van de apostelen in Rome. Na het overlijden van Koenraad steunde Gisela haar zoon Hendrik III maar dit leidde tot spanningen en haar invloed nam snel af. Gisela werd begraven in de dom van Spiers, waar het lichaam van Koenraad al eerder was begraven.
Gisela had verscheidene kinderen:

Uit het huwelijk met Bruno van Brunswijk:
- Liudolf van Brunswijk
- een dochter, gehuwd met graaf Thiemo II van de Schweinachgau (gesneuveld tegen Bohemen op 28 augustus 1040).

Uit het huwelijk met Ernst I van Zwaben:
- Ernst II van Zwaben (1012-1030)
- Herman IV van Zwaben (1014-1038)

Uit het huwelijk met Koenraad II:
- Keizer Hendrik III (1017-1056)
- Beatrix (ovl. 24 september 1036)
- Mathilde (Oosterbeek? 1027 - Worms, 1034), die zich in 1033 verloofde met koning Hendrik I van Frankrijk (-1060) ter bezegeling van het vredesakkoord dat Koenraad in in 1033 te Deville had gesloten met Robert II van Frankrijk. Mathilde werd begraven in de dom van Worms.

## Voorouders
| Voorouders van Gisela van Zwaben   | Voorouders van Gisela van Zwaben                                  | Voorouders van Gisela van Zwaben                                  | Voorouders van Gisela van Zwaben                                  | Voorouders van Gisela van Zwaben                                  | Voorouders van Gisela van Zwaben                                          | Voorouders van Gisela van Zwaben                                          | Voorouders van Gisela van Zwaben                                         | Voorouders van Gisela van Zwaben                                         |
| ---------------------------------- | ----------------------------------------------------------------- | ----------------------------------------------------------------- | ----------------------------------------------------------------- | ----------------------------------------------------------------- | ------------------------------------------------------------------------- | ------------------------------------------------------------------------- | ------------------------------------------------------------------------ | ------------------------------------------------------------------------ |
| Overgrootouders                    | ? (-) ∞ ? (–)                                                     | ? (-) ∞ ? (–)                                                     | ? (-) ∞ ? (–)                                                     | ? (-) ∞ ? (–)                                                     | Rudolf II van Bourgondië (890-937) ∞ 922 Bertha van Zwaben (907-voor 966) | Rudolf II van Bourgondië (890-937) ∞ 922 Bertha van Zwaben (907-voor 966) | Lodewijk IV van Frankrijk (920-954) ∞ 939 Gerberga van Saksen (913-984)  | Lodewijk IV van Frankrijk (920-954) ∞ 939 Gerberga van Saksen (913-984)  |
| Grootouders                        | Koenraad I van Zwaben (940-997) ∞ Richlind (~950-1035)            | Koenraad I van Zwaben (940-997) ∞ Richlind (~950-1035)            | Koenraad I van Zwaben (940-997) ∞ Richlind (~950-1035)            | Koenraad I van Zwaben (940-997) ∞ Richlind (~950-1035)            | Koenraad van Bourgondië (922-993) ∞ 964 Mathilde van Frankrijk (943-992)  | Koenraad van Bourgondië (922-993) ∞ 964 Mathilde van Frankrijk (943-992)  | Koenraad van Bourgondië (922-993) ∞ 964 Mathilde van Frankrijk (943-992) | Koenraad van Bourgondië (922-993) ∞ 964 Mathilde van Frankrijk (943-992) |
| Ouders                             | Herman II van Zwaben (-1003) ∞ Gerberga van Bourgondië (965–1019) | Herman II van Zwaben (-1003) ∞ Gerberga van Bourgondië (965–1019) | Herman II van Zwaben (-1003) ∞ Gerberga van Bourgondië (965–1019) | Herman II van Zwaben (-1003) ∞ Gerberga van Bourgondië (965–1019) | Herman II van Zwaben (-1003) ∞ Gerberga van Bourgondië (965–1019)         | Herman II van Zwaben (-1003) ∞ Gerberga van Bourgondië (965–1019)         | Herman II van Zwaben (-1003) ∞ Gerberga van Bourgondië (965–1019)        | Herman II van Zwaben (-1003) ∞ Gerberga van Bourgondië (965–1019)        |
| Gisela van Zwaben (ca. 995 - 1043) |                                                                   |                                                                   |                                                                   |                                                                   |                                                                           |                                                                           |                                                                          |                                                                          |